# Lars Hiertas professur i statskunskap
Lars Hiertas professur i statskunskap är en professur i statsvetenskap vid Stockholms universitet. Professuren är namngiven efter Lars Johan Hierta och tillkom efter en donation till Lars Hiertas minne. Professuren tillkom 1936 och var den första statsvetenskapliga professuren vid dåvarande Stockholms högskola.
Efter Diane Sainsburys pensionering uppstod problem att fylla professuren, eftersom denna donationsprofessur hade en strängare beskrivning av kompetenskrav än den norm för professorstjänster som etablerades under Carl Thams tid som utbildningsminister. En extern granskningsgrupp under ledning av Bo Rothstein underkände samtliga sökande till tjänsten, trots att de tre granskade sökande alla redan var professorer. Tjänsten stod därefter vakant i några år, till Michele Micheletti tillträdde i januari 2009. Hon efterträddes av Jan Teorell i januari 2021.

## Innehavare
- 1936—1947: Herbert Tingsten
- 1948—1958: Elis Håstad
- 1958—1967: Gunnar Heckscher
- 1967—1976: Hans Meijer
- 1976—1993: Olof Ruin
- 1994—1999: Björn Wittrock
- 2002—2005: Diane Sainsbury
- 2009—2020  Michele Micheletti
- 2021—         Jan Teorell